# 中华人民共和国博彩业

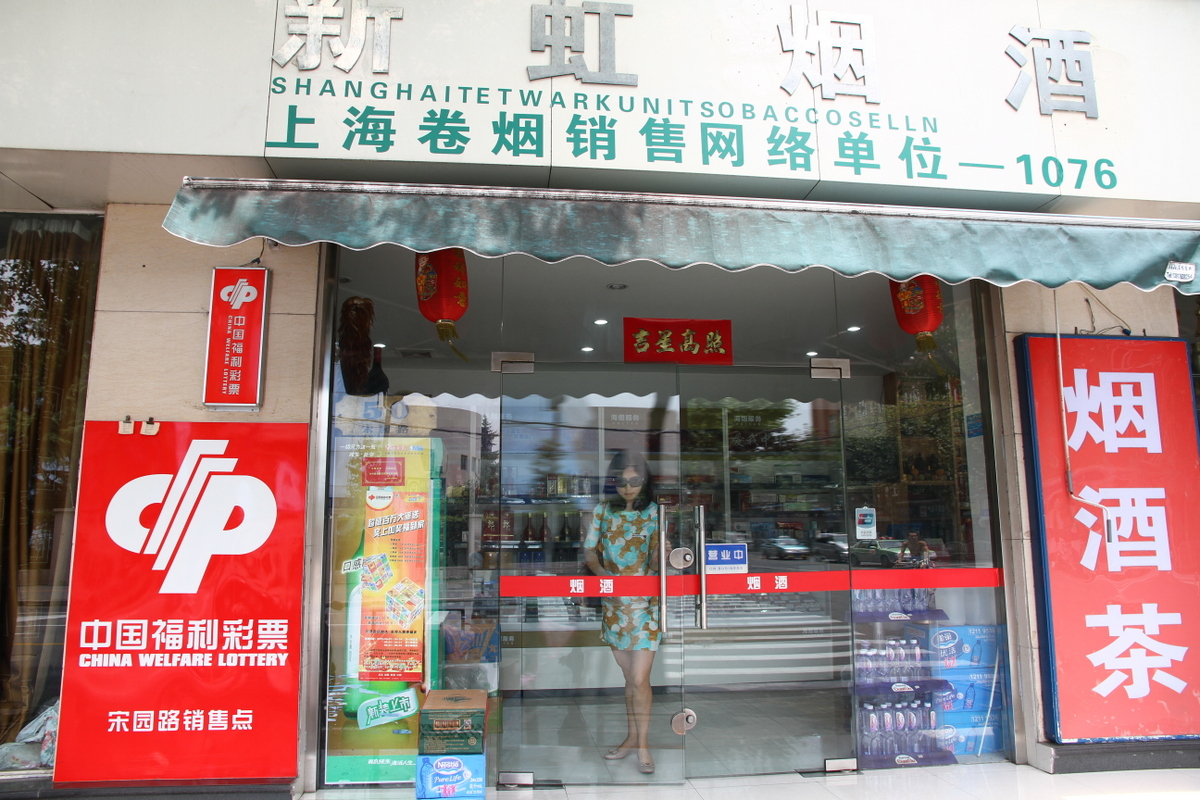
上海一家兼营中國福利彩票的便利店

自1949年中华人民共和国成立以来，赌博就是一种非法的行为。中國公民任何形式的賭博，包括網上賭博、海外賭博、在海外開設賭場以吸引中國公民作為主要客戶的行為，都被視為違法犯罪行為。但是實際上，中國境內存在國營的福利彩票，並且經常有人前往澳門參與賭博。

## 中國大陸
中國大陸目前擁有兩種合法的福利彩票，第一種是1987年設立的中國福利彩票，第二種是1994年設立的中國體育彩票。除此之外，中國大陸地區也存在很多非法的賭博形式，比如說私人彩票和地下賭場。有的时候在社交時中國人也會玩一些下注的紙牌或麻將遊戲，美其名曰小賭怡情。2010年，根據英國《每日電訊報》報道，中國每年大概有一萬億元人民幣被用於賭博。随着互联网的发展，中国境内的很多赌场开始转为线上发展，公安部门也会大力打击此类犯罪活动。

## 香港
香港的某些博彩行業一直合法並受到監管。香港法律制度脫胎於英美法系，在1997年香港主權移交之前為英國屬土，至1977年起，香港博彩業就受到監管。根據《賭博條例》（香港法例第148章），香港合法的博彩包括獲政府於《博彩稅條例》（香港法例第108章）中明確批准（即由香港賽馬會提供的賽馬、馬票、足球博彩及六合彩）、獲民政及青年事務局局長委派的公職人員發牌批准（包括麻將、天九、湯博拉）、以及《賭博條例》第3條中獲豁免的賭博活動（主要是社交性質的賭博）。由2003年起，香港賽馬會獲批准開辦足智彩，接受香港以外大型足球賽事的投注。

## 澳門
葡屬澳門政府於1847年開放博彩業，直到今天賭博在澳門都是合法的。目前澳門有很多西式賭場，甚至在2007年賭博收入超過了賭城大道。截至2016年，38家賭場在澳門經營，該地區的年賭博收入超過279億美元。